# Place Paul-et-Augustine-Fiket
La place Paul-et-Augustine-Fiket est une place du 13e arrondissement de Paris, en France.

## Situation et accès
La place Paul-et-Augustine-Fiket est située dans le 13e arrondissement de Paris, quartier de la Gare. Elle se situe à l'intersection de la rue Eugène-Oudiné, de la rue Cantagrel, de la rue du Chevaleret, de la rue Watt et de la rue du Loiret,.

## Origine du nom
La place porte le nom d'un couple d'ouvriers métallurgistes, Paul et Augustine Fiket, qui ont sauvé des Juifs pendant la Seconde Guerre mondiale. Ils sont reconnus Justes parmi les nations à titre posthume en 2009.

## Historique
Cette place est l'ancienne « voie FS/13 » ouverte lors de la restructuration de la zone d'aménagement concerté (ZAC) Paris Rive Gauche, elle reçoit le nom de « place Paul-et-Augustine-Fiket » en décembre 2010, décision avalisée par délibération de novembre 2013. Elle est inaugurée le 12 mai 2016. Ici est tombé le 7 juillet 2000 le caporal Baudry de la brigade des sapeurs pompiers de paris 2 ème groupement incendie   